# Kazuya Miura
Kazuya Miura (三浦 和也 Kazuya Miura?) es un director, animador, y guionista gráfico de anime japonés. Algunas de las series que ha dirigido incluyen Dramatical Murder, Uzaki-chan wa Asobitai!, Otome Game Sekai wa Mob ni Kibishii Sekai desu, KanColle: Itsuka Ano Umi de y Unnamed Memory.

## Trayectoria
Miura nació en el año 1970. Desde principios de la década de 1990, trabajó en la industria del anime como animador clave, y en 1993 fue seleccionado por primera vez como director de animación para la serie de televisión de anime Slam Dunk. Posteriormente, amplió su experiencia en roles de dirección y, en 2014, dirigió su primera serie completa Dramatical Murder.
Perteneció a Graphinica, dónde trabajó como director del departamento de animación digital. Después de trabajar en Graphinica, en 2018 se unió a Hiroki Yoshioka y otros como miembro fundador del estudio ENGI. Desde entonces, ha sido director en la mayoría de las series de televisión producidas por esta compañía como estudio principal, dónde también se desempeña como director del departamento de animación digital.

## Trabajos

### Series de televisión
Destaca papeles con funciones de dirección de series.
| Año  | Título                                                                     | Director(es)                       | Estudio                                  | Funciones                                                                                                 | Refs.                |
| ---- | -------------------------------------------------------------------------- | ---------------------------------- | ---------------------------------------- | --- | -------------------- |
| 1991 | Taiyō no Yūsha Fighbird                                                    | Katsuyoshi Yatabe                  | Sunrise                                  | Animación intermedia (#2, 6)                                                                              | [ 6 ]                |
| 1992 | Densetsu no Yūsha da Garn                                                  | Shinji Takamatsu Katsuyoshi Yatabe | Sunrise                                  | Animación clave (#3, 8, 13, 18, 23, 28, 33, 37, 41, 45)                                                   | [ 7 ]                |
| 1993 | Slam Dunk                                                                  | Nobutaka Nishizawa                 | Toei Animation                           | Director de animación (#56, 64, 73, 80, 87, 93) Animación clave (#12)                                     | [ 8 ]                |
| 1995 | Virtua Fighter                                                             | Hideki Tonokatsu                   | Tokyo Movie Shinsha                      | Animación clave (#20)                                                                                     | [ 9 ]                |
| 1996 | After War Gundam X                                                         | Shinji Takamatsu                   | Sunrise                                  | Animación clave                                                                                           | [ 10 ]               |
| 1997 | Cutie Honey F                                                              | Noriyo Sasaki                      | Toei Animation                           | Animación clave (#1)                                                                                      | [ 11 ]               |
| 1997 | Kindaichi Shōnen no Jikenbo                                                | Daisuke Nishio                     | Toei Animation                           | Director de animación (#4, 12, 19, 26, 30)                                                                | [ 12 ]               |
| 1998 | Silent Möbius                                                              | Hideki Tonokatsu                   | Radix                                    | Diseño de mechas Director de animación (#6, 12) Animación clave (#6, 25)                                  | [ 13 ]               |
| 1998 | Generator Gawl                                                             | Seiji Mizushima                    | Tatsunoko Production                     | Director de animación (#6) Animación clave (#6, 12)                                                       | [ 14 ]               |
| 1999 | Uchū Kaizoku Mito no Daibōken                                              | Takashi Watanabe                   | Triangle Staff                           | Animación clave (#6)                                                                                      | [ 15 ]               |
| 1999 | Power Stone                                                                | Takahiro Ōmori                     | Pierrot                                  | Director de animación (#4)                                                                                | [ 16 ]               |
| 1999 | Chikyū Bōei Kigyō Dai-Guard                                                | Seiji Mizushima                    | Xebec                                    | Animación clave (#11)                                                                                     | [ 17 ]               |
| 2000 | Boogiepop wa Warawanai                                                     | Takashi Watanabe                   | Madhouse                                 | Director de animación (#5, 11) Animación clave (#5)                                                       | [ 18 ]               |
| 2000 | Mushrambo                                                                  | Tetsuo Imazawa                     | Toei Animation                           | Director de animación (#13) Animación clave (#3, 13)                                                      | [ 19 ]               |
| 2000 | Sakura Taisen                                                              | Ryūtarō Nakamura                   | Madhouse                                 | Director de animación (#23)                                                                               | [ 20 ]               |
| 2000 | Hajime no Ippo                                                             | Satoshi Nishimura                  | Madhouse                                 | Director de animación (#26, 34, 49)                                                                       | [ 21 ]               |
| 2001 | Comic Party                                                                | Norihiko Sudō                      | OLM                                      | Animación clave (#5, 9)                                                                                   | [ 22 ]               |
| 2001 | The SoulTaker: Tamashii-gari                                               | Akiyuki Simbo                      | Tatsunoko Production                     | Animación clave (#1)                                                                                      | [ 23 ]               |
| 2001 | Mahoromatic: Automatic Maiden                                              | Hiroyuki Yamaga                    | Gainax Shaft                             | Animación clave (#11)                                                                                     | [ 24 ]               |
| 2001 | Cyborg 009: The Cyborg Soldier                                             | Jun Kawagoe                        | Japan Vistec                             | Director de animación (#5, 13, 19, 31, 44) Animación clave (#27, 31, 44)                                  | [ 25 ]               |
| 2002 | Shichinin no Nana                                                          | Yasuhiro Imagawa                   | A.C.G.T                                  | Animación clave (#14)                                                                                     | [ 26 ]               |
| 2002 | Ghost in the Shell: Stand Alone Complex                                    | Kenji Kamiyama                     | Production I.G                           | Animación clave (#18)                                                                                     | [ 27 ]               |
| 2003 | Green Green                                                                | Chisaku Matsumoto Yūji Mutō        | Studio Matrix                            | Animación clave (#4)                                                                                      | [ 28 ]               |
| 2003 | Sakigake!! Cromartie Kōkō                                                  | Hiroaki Sakurai                    | Production I.G                           | Animación clave (#11)                                                                                     | [ 29 ]               |
| 2003 | Fullmetal Alchemist                                                        | Seiji Mizushima                    | Bones                                    | Animación clave (#2-3)                                                                                    | [ 30 ]               |
| 2003 | D.C.: Da Capo                                                              | Nagisa Miyazaki                    | Feel Zexcs                               | Animación clave (#3)                                                                                      | [ 31 ]               |
| 2004 | Burn Up Scramble                                                           | Hiroki Hayashi                     | AIC Spirits                              | Director de animación (#9)                                                                                | [ 32 ]               |
| 2004 | Wind: A Breath of Heart                                                    | Mitsuhiro Tōgō                     | Radix                                    | Director de animación (#9, 11) Animación clave (#1, 9, 11)                                                | [ 33 ]               |
| 2004 | Girls Bravo: First Season                                                  | Ei Aoki                            | AIC Spirits                              | Animación clave (#1)                                                                                      | [ 34 ]               |
| 2004 | Uta∽Kata                                                                   | Keiji Gotō                         | Hal Film Maker                           | Animación clave (#7)                                                                                      | [ 35 ]               |
| 2004 | Tsukuyomi: Moon Phase                                                      | Akiyuki Simbo                      | Shaft                                    | Animación clave (#2, 5-6, 9, 11, 16-17, 24-25)                                                            | [ 36 ]               |
| 2005 | Kore ga Watashi no Goshūjin-sama                                           | Shōji Saeki                        | Gainax Shaft                             | Animación clave (#7)                                                                                      | [ 37 ]               |
| 2005 | Zoids Genesis                                                              | Kazunori Mizuno                    | Shogakukan Music & Digital Entertainment | Animación clave (#50)                                                                                     | [ 38 ]               |
| 2005 | Akahori Gedō Hour Rabuge                                                   | Hitoyuki Matsui                    | Radix                                    | Animación clave (#1)                                                                                      | [ 39 ]               |
| 2006 | D.Gray-man                                                                 | Nana Harada Osamu Nabeshima        | TMS Entertainment                        | Director de episodios (#15, 25, 30, 36) Guionista gráfico (#11)                                           | [ 40 ]               |
| 2007 | Kiss Dum: Engage Planet                                                    | Yasuchika Nagaoka Hidekazu Satō    | Satelight                                | Director de episodios (#20, 26) Guionista gráfico (#16, 20, 26) Director de animación asistente (#24, 26) | [ 41 ]               |
| 2009 | Basquash!                                                                  | Hidekazu Satō Shin Itagaki         | Satelight                                | Director de episodios (#1, 25) Guionista gráfico (#17, 20, 22, 25) Animación clave (#1)                   | [ 42 ]               |
| 2012 | AKB0048                                                                    | Shōji Kawamori Yoshimasa Hiraike   | Satelight                                | Director de episodio (#6) Guionista gráfico (#6)                                                          | [ 43 ]               |
| 2012 | Kokoro Connect                                                             | Shin Ōnuma Shin'ya Kawatsura       | Silver Link                              | Animación clave (#11)                                                                                     | [ 44 ]               |
| 2012 | Aikatsu!                                                                   | Ryūichi Kimura                     | Sunrise Bandai Namco Pictures            | Guionista gráfico (#32)                                                                                   | [ 45 ]               |
| 2014 | Dramatical Murder                                                          | Kazuya Miura                       | NAZ                                      | Director Director de episodios (#1, 12) Guionista gráfico (#1-3, 5-6, 12)                                 | [ 2 ] [ 46 ] [ 47 ]  |
| 2015 | Shokugeki no Sōma                                                          | Yoshitomo Yonetani                 | J.C.Staff                                | Director de episodio (#4) Guionista gráfico (#4)                                                          | [ 48 ]               |
| 2015 | Aquarion Logos                                                             | Hidekazu Satō                      | Satelight                                | Guionista gráfico (#7, 11, 13, 25; OP 2) Director de unidad (#OP 2)                                       | [ 49 ]               |
| 2015 | Shingeki! Kyojin Chūgakkō                                                  | Yoshihide Ibata                    | Production I.G                           | Director de episodios (#5, 7, 11) Guionista gráfico (#11)                                                 | [ 50 ]               |
| 2016 | Netoge no Yome wa Onna no Ko Janai to Omotta?                              | Shinsuke Yanagi                    | Project No.9                             | Director de episodio (#4) Guionista gráfico (#4)                                                          | [ 51 ]               |
| 2016 | Shokugeki no Sōma: Ni no Sara                                              | Yoshitomo Yonetani                 | J.C.Staff                                | Director de episodio (#3)                                                                                 | [ 52 ]               |
| 2016 | Udon no Kuni no Kiniro Kemari                                              | Seiki Takuno                       | Liden Films                              | Director de episodio (#7)                                                                                 | [ 53 ]               |
| 2017 | Pikaia!!                                                                   | Daiki Tomiyasu Yoshihide Ibata     | OLM                                      | Director de episodios (#3-4, 11) Guionista gráfico (#3-4)                                                 | [ 54 ]               |
| 2017 | Shūmatsu Nani Shitemasu ka? Isogashii Desu ka? Sukutte Moratte Ii Desu ka? | Jun'ichi Wada                      | Satelight C2C                            | Guionista gráfico (#9)                                                                                    | [ 55 ]               |
| 2017 | Koi to Uso                                                                 | Seiki Takuno                       | Liden Films                              | Director de episodio (#6)                                                                                 | [ 56 ]               |
| 2017 | Jūni Taisen                                                                | Naoto Hosoda                       | Graphinica                               | Director de episodio (#5) Guionista gráfico (#5)                                                          | [ 57 ]               |
| 2017 | Shokugeki no Sōma: San no Sara                                             | Yoshitomo Yonetani                 | J.C.Staff                                | Director de episodio (#4)                                                                                 | [ 58 ]               |
| 2018 | Ryūō no Oshigoto!                                                          | Shinsuke Yanagi                    | Project No.9                             | Director de episodio asistente (#3)                                                                       | [ 59 ]               |
| 2019 | Hataage! Kemono Michi                                                      | Kazuya Miura                       | ENGI                                     | Director Guionista gráfico (#1, 6, 12; OP) Director de unidad (#OP)                                       | [ 60 ] [ 61 ]        |
| 2020 | Uzaki-chan wa Asobitai!                                                    | Kazuya Miura                       | ENGI                                     | Director Guionista gráfico (#1, 9-10) Director de unidad (#OP, ED 1-2)                                    | [ 62 ] [ 63 ]        |
| 2021 | Kyōkyoku Shinka Shita Full Dive RPG ga Genjitsu Yorimo Kuso-Ge Dattara     | Kazuya Miura                       | ENGI                                     | Director Guionista gráfico (#1; OP, ED) Director de unidad (#OP, ED)                                      | [ 64 ]               |
| 2021 | Tantei wa Mou, Shindeiru.                                                  | Manabu Kurihara                    | ENGI                                     | Supervisor de animación                                                                                   | [ 65 ]               |
| 2022 | Otome Game Sekai wa Mob ni Kibishii Sekai desu                             | Kazuya Miura Shin'ichi Fukumoto    | ENGI                                     | Director Guionista gráfico (#OP, ED) Director de unidad (#OP, ED)                                         | [ 66 ] [ 67 ]        |
| 2022 | Uzaki-chan wa Asobitai! ω                                                  | Kazuya Miura                       | ENGI                                     | Director                                                                                                  | [ 68 ] [ 69 ]        |
| 2022 | Kantai Collection: Itsuka Ano Umi de                                       | Kazuya Miura                       | ENGI                                     | Director Guionista gráfico (#1-8; OP 1-2, ED) Director de unidad (#OP 1-2, ED)                            | [ 70 ] [ 71 ]        |
| 2024 | Unnamed Memory                                                             | Kazuya Miura                       | ENGI                                     | Director Guionista gráfico (#12; OP, ED) Director de unidad (#OP, ED)                                     | [ 72 ] [ 73 ] [ 74 ] |
| 2025 | Unnamed Memory Act.2                                                       | Kazuya Miura                       | ENGI                                     | Director Director de episodios (#23-24)                                                                   | [ 75 ]               |
| 2025 | Chūzenji-sensei Mononoke Kōgiroku                                          | Chihiro Kumano                     | 100studio                                | Guionista gráfico (#5)                                                                                    | [ 76 ]               |

### Películas
| Año  | Título                                                                   | Director(es)                                               | Estudio                                    | Funciones                                                      | Refs.  |
| ---- | ------------------------------------------------------------------------ | ---------------------------------------------------------- | ------------------------------------------ | -------------------------------------------------------------- | ------ |
| 1995 | Slam Dunk: Hoero Basketman-damashii! Hanamichi to Rukawa no Atsuki Natsu | Masayuki Akehi                                             | Toei Animation                             | Animación clave                                                | [ 77 ] |
| 1996 | Dragon Ball Movie 4: Saikyō e no Michi                                   | Shigeyasu Yamauchi                                         | Toei Animation                             | Animación clave                                                | [ 78 ] |
| 1996 | Kindaichi Shōnen no Jikenbo Movie 1: Operazakan - Aratanaru Satsujin     | Daisuke Nishio                                             | Toei Animation                             | Animación clave                                                | [ 79 ] |
| 1997 | Shinseiki Evangelion Movie: Shi to Shinsei                               | Hideaki Anno Kazuya Tsurumaki (#Rebirth) Masayuki (#Death) | Gainax Production I.G Tatsunoko Production | Animación clave (#Rebirth)                                     | [ 80 ] |
| 1997 | Shinseiki Evangelion Movie: Air/Magokoro wo, Kimi ni                     | Hideaki Anno Kazuya Tsurumaki                              | Gainax Production I.G                      | Animación clave                                                | [ 81 ] |
| 1998 | Ginga Tetsudō 999: Eternal Fantasy                                       | Kōnosuke Uda                                               | Toei Animation                             | Animación clave                                                | [ 82 ] |
| 1999 | Yu☆Gi☆Oh!                                                                | Junji Shimizu                                              | Toei Animation                             | Animación clave                                                | [ 83 ] |
| 2011 | Macross F Movie 2: Sayonara no Tsubasa                                   | Shōji Kawamori                                             | Satelight 8-Bit                            | Diseño Guionista gráfico Director de animación Animación clave | [ 84 ] |
| 2014 | Rakuen Tsuihō                                                            | Seiji Mizushima                                            | Graphinica                                 | Animación clave                                                | [ 85 ] |

### OVAs
| Año  | Título                                    | Director(es)                    | Estudio               | Funciones                  | Refs.  |
| ---- | ----------------------------------------- | ------------------------------- | --------------------- | -------------------------- | ------ |
| 1996 | Mobile Suit Gundam Wing: Operation Meteor | Masashi Ikeda                   | Sunrise               | Animación clave (#3-4)     | [ 86 ] |
| 1999 | Nanako Kaitai Shinsho                     | Yasuhiro Kuroda Hiroshi Negishi | Radix                 | Director de animación (#1) | [ 87 ] |
| 2000 | FLCL                                      | Kazuya Tsurumaki                | Gainax Production I.G | Animación clave (#4)       | [ 88 ] |
| 2006 | Baldr Force Exe Resolution                | Takayuki Tanaka                 | Satelight             | Director de episodio (#2)  | [ 89 ] |